# Fredrik Arvidsson
Carl Fredrik Jörgen Arvidsson, född den 7 augusti 1987 i Skövde, är en svensk handbollsspelare, vänstersexa. 

## Karriär
Fredrik Arvidssons moderklubb är osäker då källa saknas. Hela sin elitkarriär spelade han i IFK Skövde. Han la skorna på hyllan 2016 efter att ha haft skadeproblem..2014  i februari skadade han korsbandet och tvingades avbryta säsongen. Trots skadan skev han på för ett nytt tvåårskontrakt i maj 2014. Nästa säsong ägnade han åt skaderehabilitering men fortsatte 2015-2016 också. Under sina säsonger i IFK Skövde konkurrerade han med Rasmus Wremer om speltid så det var inte lätt att få spela. Enligt Tomas Axnér höll Arvidsson god klass. Arvidsson hade då han slutade spelat 214 matcher och lagt 360 mål i elitserien för IFK Skövde. Fredrik Arvidsson har inga landslagsmeriter. 

### Fotnoter
1. ↑  Jimmy Grandin (1 juni 2016). ”Tre spelare lämnar IFK Skövde”. Handbollskanalen. https://handbollskanalen.se/handbollsligan/tre-spelare-lamnar-ifk-skovde/. Läst 8 november 2019.
2. ↑  ”IFK Skövde tappar ännu en spelare: Arvidsson skadad”. SR P4 Skaraborg. https://sverigesradio.se/sida/artikel.aspx?programid=97&artikel=5782352. Läst 8 november 2019.
3. ↑  okänd (30 maj 2014). ”Fredrik Arvidsson kör vidare i IFK Skövde”. Skaraborgs Läns Allehanda. Arkiverad från originalet den 8 november 2019. https://web.archive.org/web/20191108125257/https://www.sla.se/2014/05/30/fredrik-arvidsson-kor-vidare-i-ifk-skovde/. Läst 8 november 2019.
4. ↑  Tomas Axnér (15 november 2013). ”Det vita hjärtat slår igen”. Expressen. Arkiverad från originalet den 8 november 2019. https://web.archive.org/web/20191108125249/https://www.expressen.se/blogg/axner/2013/11/15/det-vita-hjartat-slar-igen/. Läst 8 november 2019.
5. ↑  ”Spelarstatistik, Elitserien”. IFK Skövde. http://www.ifkskovdehandboll.com/statistik/. Läst 30 januari 2020.